# Super Time Force
Super Time Force est un jeu vidéo d'action développé et édité par Capybara Games, sorti en 2014 sur Xbox 360 et Xbox One et sous le titre Super Time Force Ultra sur Windows, PlayStation 4 et PlayStation Vita.

## Système de jeu
Le jeu se présente comme un Run and gun classique mais avec la possibilité pour le joueur de remonter le temps. Il est ainsi possible de cumuler les actions et les pouvoirs d'environ 16 personnages afin de terminer le niveau avant la fin du temps imparti.

## Accueil
- Canard PC : 9/10[1]